# یوسف مسرحی
یوسف مسرحی (انگلیسی: Yousef Masrahi؛ زادهٔ ۳۱ دسامبر ۱۹۸۷) یک دونده اهل عربستان سعودی است.
از افتخارات وی میتوان به کسب مدال طلا دو ۴۰۰ متر در مسابقات قهرمانی دو و میدانی آسیا اشاره کرد.